# 田野 (数学家)
田野（1971年11月5日—），男，汉族，四川内江人，中国数学家，中国科学院数学与系统科学研究院研究员，中国科学院院士。在数论领域做出了杰出的贡献。

## 生平
1989年至1996年，田野就读于四川大学数学系基础数学专业，获得了学士与硕士学位。1996年至1998年，他在中国科学技术大学攻读博士，中途赴哥伦比亚大学。2003年，他获得了哥伦比亚大学博士学位，导师是张寿武。
2003年至2004年在美国普林斯顿高等研究院工作。2004年至2006年在加拿大麦吉尔大学从事博士后研究。2006年6月任中国科学院数学与系统科学研究院研究员。

## 奖项和荣誉
- 2007年入选中科院“百人计划”
- 2011年获第十二届中国青年科技奖
- 2013年度入选国家自然科学杰出青年基金项目
- 晨兴数学奖（2007年银奖，2013年金奖）。[4][5]
- ICTP拉马努金奖（2013年）
- 2017年入选教育部长江学者特聘教授
- 2021年中国数学会陈省身奖[6]

## 部分出版物
- Li, Jian-Shu; Sun, Binyong; Tian, Ye, , Inventiones Mathematicae, 2011, 184 (1): 117–124, Bibcode:2011InMat.184..117L, MR 2782253, doi:10.1007/s00222-010-0287-2
- Tian, Ye, , Cambridge Journal of Mathematics, 2014, 2 (1): 117–161, MR 3272014, arXiv:1210.8231 , doi:10.4310/CJM.2014.v2.n1.a4
- Diaconu, Adrian; Tian, Ye, , Annals of Mathematics, Second Series, 2005, 162 (3): 1353–1376, JSTOR 20159945, MR 2179733, arXiv:0706.0470 , doi:10.4007/annals.2005.162.1353